# Júičiró Nagai
Júičiró Nagai (* 14. února 1979) je japonský fotbalista.

## Reprezentační kariéra
Júičiró Nagai odehrál 4 reprezentační utkání. S japonskou reprezentací se zúčastnil Konfederačního poháru FIFA 2003.

## Statistiky
| Japonsko | Japonsko | Japonsko |
| Roky     | Záp.     | Góly     |
| -------- | -------- | -------- |
| 2003     | 4        | 1        |
| Celkem   | 4        | 1        |